# Gadarwara
Gadarwara là một thành phố và khu đô thị của quận Narsimhapur thuộc bang Madhya Pradesh, Ấn Độ.

## Địa lý
Gadarwara có vị trí 22°55′B 78°47′Đ / 22,92°B 78,78°Đ Nó có độ cao trung bình là 342 mét (1122 feet).

## Nhân khẩu
Theo điều tra dân số năm 2001 của Ấn Độ, Gadarwara có dân số 37.837 người. Phái nam chiếm 53% tổng số dân và phái nữ chiếm 47%. Gadarwara có tỷ lệ 71% biết đọc biết viết, cao hơn tỷ lệ trung bình toàn quốc là 59,5%: tỷ lệ cho phái nam là 77%, và tỷ lệ cho phái nữ là 65%. Tại Gadarwara, 13% dân số nhỏ hơn 6 tuổi.